# 모호크 턴

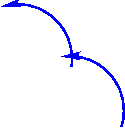

모호크 턴은 다리의 변화가 아닌 가장자리의 변화를 포함하는 피겨 스케이팅의 회전이다. 그것은 내부 또는 외부 가장자리중 한가지를 실시할 수 있다.
가장 일반적인 모호크 턴은 개방적인 모호크 내부 전방이다. 이 차례로, 스케이트 선수는 원형으로 향하고 유각 중량의 전송중에 후방 내부 모서리에서 빙상이 배치되기 전에, 90º이상의 각도로 발등을 하게 된다. 3회전과 함께, 스케이트 선수가 방향을 변경하는 가장 일반적인 방법이며, 스케이트를 처음으로 배운 회전중 하나이다.